# Неизвестная Сибирь
Неизвестная Сибирь — публицистический журнал, издаваемый в Новосибирске с 2009 года, в котором публикуются информационно-аналитические материалы, интервью, очерки, писательские художественные зарисовки о жизни, истории, ценностях, традициях Сибири и России. Особая роль отводится фотографиям и фоторепортажам.
За концепцию издания и редакторское мастерство журнал дважды награждался Союзом журналистов России. В 2009 году журнал стал дипломантом ежегодного Фестиваля российской прессы «Вся Россия», который проводится Союзом журналистов России. По итогам года издание было признано лучшим журналом Сибири. В 2011 году в рамках X Межрегионального конкурса журналистского мастерства «Сибирь — территория надежд», специальный проект редакции «Окно в Сибирь» — книга, объединившая лучшие материалы, ранее опубликованные в журнале, — стала победителем в номинации «Сибирский эксклюзив».
Главным редактором журнала является Игорь Севергин.

## Содержание
Журнал рассказывает о Сибири и России; о жизни, работе, путешествиях размышляют представители различных народов и профессий: коренные жители Сибири, российские и иностранные журналисты, писатели, путешественники; историки, политики и бизнесмены. 

## Авторы
Среди авторов статей — более десяти лауреатов премии Союза журналистов «Золотое перо России», победители престижного Международного фотоконкурса «World Press Photo», обладатели многих других статусных наград: Юрий Рост, Дмитрий Соколов-Митрич, Сергей Максимишин, Олег Нехаев.